# Loricaria
Loricaria là một chi thực vật có hoa trong họ Cúc (Asteraceae).

## Loài
Chi Loricaria gồm các loài: